# Brussels Indoor 1988
Il Brussels Indoor 1988 è stato un torneo di tennis giocato sintetico indoor. È stata la 9ª edizione del Brussels Indoor, che fa parte del Nabisco Grand Prix 1988. Si è giocato a Bruxelles in Belgio dal 21 al 27 febbraio 1988.

## Campioni

### Singolare maschile
Henri Leconte ha battuto in finale  Jakob Hlasek con il punteggio di 7–6, 7–6, 6–4

### Doppio maschile
Wally Masur /  Tom Nijssen hanno battuto in finale  John Fitzgerald /  Tomáš Šmíd per Walkover